# Eldorado Brasil
Eldorado Brasil é uma empresa brasileira de celulose com sede administrativa em São Paulo e operação florestal e industrial em Três Lagoas (MS).
Foi fundada em 15 de junho de 2010 e no mesmo mês foi iniciada a construção da primeira fabrica da empresa e foi inaugurada em dezembro de 2012 na cidade de Três Lagoas no estado de Mato Grosso do Sul após um investimento total de 6,2 bilhões de reais. A Eldorado Brasil é a mais competitiva do setor com produção anual superior a 1 milhão de toneladas.

## Histórico
No dia 15 junho de 2015 foi lançada a pedra fundamental do Projeto Vanguarda 2.0, que previa a construção de uma nova linha de produção de celulose no mesmo site industrial da planta inaugurada em 2012, na cidade de Três Lagoas (MS). O projeto ainda não saiu do papel devido à divergência entre os acionistas da empresa: a holding brasileira J&F, que anunciou o investimento de R$25 bilhões para a duplicação da planta, e a Paper Excellence, controlada pela indonésia Asia Pulp & Paper, que pleiteia a propriedade da totalidade das ações da empresa e votou contra a retenção dos lucros da Eldorado para o investimento na expansão.
Em 2023, a Eldorado Brasil teve lucro líquido de 2,3 bilhões de reais. Em 11 anos de atividade, foram cerca de 18 milhões de toneladas de celulose produzidas, sendo a produção anual atual de 1,8 milhão de toneladas. A empresa conta com 5 mil colaboradores no Brasil e em escritórios internacionais.

## Terminal Portuário
Em junho de 2015, a Eldorado Brasil inaugurou um terminal portuário em Santos (SP). Com o investimento de R$ 90 milhões, a empresa,  que é uma das principais produtoras mundiais de celulose branqueada, buscava maior competitividade nas operações logísticas, as exportações representaram cerca de 90% das vendas totais em 2014, tendo como principais destinos China, Itália, Estados Unidos, Coreia do Sul e Alemanha.
Em 2023, a Eldorado inaugurou no porto de Santos um novo terminal para exportação de celulose, com capacidade de expedição de 3 milhões de toneladas de celulose por ano (a maior estrutura do tipo no Brasil). Foram investidos R$500 milhões para a construção.

## Produção de biomassa
A Eldorado é autossuficiente em energia, gerada a partir da biomassa oriunda da produção de celulose, a empresa também vende o excedente para indústrias localizadas em Três Lagoas e para o mercado de energia, gerando uma faturamento adicional de R$ 86 milhões em 2022.
Em 2021, a Eldorado inaugurou a Usina Onça Pintada, um empreendimento que contou com investimentos de aproximadamente 400 milhões de reais, realizados com recursos próprios da companhia e com capacidade para gerar 432 mil MW anualmente, o suficiente para abastecer uma cidade de 700 mil habitantes. A usina utiliza o resíduo do eucalipto para produzir energia elétrica, uma tecnologia inédita no país. Hoje, 96% da energia usada na sua operação vem de fontes renováveis.

## Florestas
A Eldorado Brasil possui 290 mil hectares de florestas de eucalipto plantadas e 117 mil hectares de florestas destinadas à conservação.
A propriedade dessas terras está no cerne dos argumentos apresentados na ação civil pública, do Ministério Público Federal, que defende a anulação da venda da Eldorado Brasil, pela J&F à Paper Excellence. Segundo parecer técnico do INCRA emitido em janeiro de 2024, a venda da Eldorado violou leis brasileiras que limitam a venda ou arrendamento de terras rurais a estrangeiros. Após recursos da Paper Excellence, a área técnica do Incra reafirmou em julho de 2024 que o negócio foi ilegal e deve ser desfeito.

## Disputa corporativa
Em março de 2015 a Eldorado era controlada pela J&F Investimentos com uma participação de 80,90 por cento, seguida dos fundos de pensão Funcef e Petros cada um com 8,53 por cento, FIP Olímpia com 1,96 por cento e outros acionistas com 0,08 por cento.
Em 2017, a holding J&F, controladora da Eldorado Brasil, iniciou negociações com o grupo asiático Asia Pulp & Paper, visando à venda da integralidade de suas ações.
Em setembro de 2017, foi assinado o contrato de venda para a empresa Paper Excellence, fundada pelo indonésio Jackson Widjaja, filho do empresário Teguh Widjaja, que lidera a Asia Pulp & Paper Group.
O contrato firmado entre J&F e a Paper Excellence estabelecia a transferência de 100% das ações da holding brasileira pelo valor de R$15 bilhões. A operação deveria ser finalizada em até 12 meses, mediante o cumprimento das condições impostas à compradora: além do pagamento total, a liberação das garantias dadas pela J&F aos bancos que financiavam as dívidas da Eldorado.
A empresa sino-indonésia fez o pagamento inicial de 3,8 bilhões de reais e recebeu 49,41% das ações.
Expirado o prazo de 12 meses, a Paper Excellence não havia ainda liberado as garantias que a J&F havia constituído em seu nome para lastrear os empréstimos dos bancos à Eldorado Brasil, condição que havia sido imposta contratualmente. Assim, a J&F declarou o contrato extinto e propôs uma nova negociação. A Paper Excellence passou a alegar que a vendedora não colaborou como deveria para que ela cumprisse suas obrigações contratuais e pleiteou na Justiça que a venda fosse concluída, mesmo após vencimento do contrato, mantendo as mesmas condições negociadas anos antes – o que deu início à maior disputa corporativa do país.
A transferência da totalidade das ações à Paper Excellence foi suspensa em abril de 2024, por decisão do Tribunal Regional da Quarta Região. A ação popular questiona a venda da Eldorado Brasil, que é proprietária e arrendatária de terras rurais, a uma empresa estrangeira sem a devida autorização do INCRA e do Congresso Nacional, conforme exige a lei brasileira.
Em 15 de maio de 2025, a J&F e a Paper Excellence fizeram um acordo para encerrar a disputa após quase 8 anos com a J&F pagando R$15 bilhões para obter a parte da Paper e ter 100% do controle acionário da empresa.
Em 03 de junho de 2025, o Conselho Administrativo de Defesa Econômica (Cade) aprovou sem restrições a compra da pela J&F da participação antes datida pela Paper Excellence. A medida encerrou todas as ações judiciais e arbitrais referentes ao caso.